# Ligue de diamant 2011 - lancer du disque masculin
Le concours du lancer du disque masculin de la Ligue de diamant 2011 se déroule du 6 mai au 8 septembre 2011. La compétition fait successivement étape à Doha, Eugene, Oslo, Paris, Stockholm et Londres, la finale ayant lieu à Zurich peu après les Championnats du monde de Daegu.

## Calendrier
| Date             | Meeting                         | Ville     | Pays        |
| ---------------- | ------------------------------- | --------- | ----------- |
| 6 mai 2011       | Qatar Athletic Super Grand Prix | Doha      | Qatar       |
| 4 juin 2011      | Prefontaine Classic             | Eugene    | États-Unis  |
| 9 juin 2011      | Bislett Games                   | Oslo      | Norvège     |
| 8 juillet 2011   | Meeting Areva                   | Paris     | France      |
| 29 juillet 2011  | DN Galan                        | Stockholm | Suède       |
| 5-6 aout 2011    | London Grand Prix               | Londres   | Royaume-Uni |
| 8 septembre 2011 | Weltklasse                      | Zurich    | Suisse      |

## Résultats
| Date | Meeting   | 1er                       | 1er   | 2e                             | 2e    | 3e                             | 3e    |
| --- | --------- | ------------------------- | ----- | ------------------------------ | ----- | ------------------------------ | ----- |
| 6 mai 2011 | Doha      | Gerd Kanter 67,49 m (WL)  | 4 pts | Virgilijus Alekna 65,92 m      | 2 pts | Frank Casañas 64,22 m (SB)     | 1 pt  |
| 4 juin 2011 | Eugene    | Robert Harting 68,40 m    | 4 pts | Virgilijus Alekna 67,19 m (SB) | 2 pts | Piotr Małachowski 65,95 m (SB) | 1 pt  |
| 9 juin 2011 | Oslo      | Gerd Kanter 65,14 m       | 4 pts | Frank Casañas 64,54 m          | 2 pts | Virgilijus Alekna 64,00 m      | 1 pt  |
| 8 juillet 2011 | Paris     | Robert Harting 67,32 m    | 4 pts | Piotr Małachowski 67,26 m      | 2 pts | Gerd Kanter 67,24 m            | 1 pt  |
| 29 juillet 2011 | Stockholm | Virgilijus Alekna 65,05 m | 4 pts | Piotr Małachowski 64,96 m      | 2 pts | Frank Casañas 63,42 m          | 1 pt  |
| 5-6 aout 2011 | Londres   | Virgilijus Alekna 66,71 m | 4 pts | Zoltán Kővágó 66,29 m          | 2 pts | Ehsan Hadadi 64,76 m           | 1 pt  |
| 8 septembre 2011 | Zurich    | Robert Harting 67,02 m    | 8 pts | Virgilijus Alekna 66,69 m      | 4 pts | Zoltán Kővágó 65,58 m          | 2 pts |
| Records et Performances - AR : Record continental (area record) - CR : Record des championnats (championship record) - MR : Record du meeting (meet record) - NR : Record national (national record) - OR : Record olympique (olympic record) - PR : Record paralympique (paralympic record) - PB : Record personnel (personal best) - SB : Meilleure performance personnelle de la saison (season's best) - WL : Meilleure performance mondiale de l'année (world leader) - WJR : Record du monde junior (world junior record) - WR : Record du monde (world record) Circonstances et Conditions - DNF : N'a pas terminé (did not finish) - DNS : N'a pas pris le départ (did not start) - DQ : Disqualification (disqualification) - NM : Aucun essai valable enregistré (No Mark) - Q : Qualifié « directement » au prochain tour (ou à la prochaine compétition), lors d'une compétition majeure, grâce au classement ou à la réalisation des minima (automatic qualifier) - q : Qualifié au prochain tour (ou à la prochaine compétition), lors d'une compétition majeure, grâce au repêchage ou à la réalisation de l'une des meilleures performances parmi celles des « non qualifiés directement » (grâce au meilleur temps ou à la meilleure distance par exemple) (secondary qualifier) |           |                           |       |                                |       |                                |       |

## Classement général
- Classement final[1] :

| Rang | Athlète           | Points |
| ---- | ----------------- | ------ |
| 1    | Virgilijus Alekna | 17     |
| 2    | Robert Harting    | 16     |
| 3    | Gerd Kanter       | 9      |
| 4    | Piotr Małachowski | 5      |
| 5    | Zoltán Kővágó     | 4      |
| 6    | Frank Casañas     | 4      |